# Rabindranath Quinteros
Rabindranath Vladimir Quinteros Lara (Taltal, 31 de octubre de 1943) es un odontólogo y político chileno. Fue intendente de la Región de Los Lagos entre 1990 y 2000, y alcalde de Puerto Montt durante tres períodos, 2000-2004, 2004-2008 y 2008-2012. En 2013 resultó elegido como senador por la XVII Circunscripción de Los Lagos con primera mayoría nacional.

## Biografía
Nació en Taltal, el 31 de octubre de 1943. Su nombre es en honor a Rabindranath Tagore, premio Nobel de Literatura de 1913. Cursó sus estudios en su ciudad natal hasta los nueve años, posteriormente estudió en el Liceo de Hombres de Ovalle. Ingresó a la Universidad de Chile en la década de los 60, durante este período formó parte de la directiva de la Federación de Estudiantes de la Universidad de Chile. En 1969 finalizó su carrera obteniendo el título de cirujano dentista.

## Carrera política
En 1989 comenzó su actividad política, presentándose en las elecciones parlamentarias de ese año, en donde perdió. 

### Intendente
En 1990 fue nombrado intendente de la Región de Los Lagos por Patricio Aylwin Azócar. El 11 de marzo de 1994 el presidente Eduardo Frei Ruiz-Tagle lo mantiene en el cargo.

### Alcalde de Puerto Montt
El 29 de octubre de 2000 fue elegido alcalde de Puerto Montt con 23 128 votos, asumiendo en diciembre del mismo año. Fue reelecto en las elecciones de 2004 y 2008, con más del 60% de los votos. 
En 2003, remodeló la plaza de armas de la ciudad, volviendo a darle además el nombre original de  ‘Buenaventura Martínez’.
En junio de 2007, asumió como Presidente de la Asociación Chilena de Municipalidades, cargo que desempeñó hasta junio de 2008. Fue elegido para desempeñarse como alcalde de Puerto Montt por tercer periodo consecutivo en octubre de 2008, mostrando una adhesión del 63,5% de los votos.

### Senador de la República
Decidió no repostularse en las elecciones municipales de 2012, para postular a las elecciones parlamentarias de 2013. Intentó participar en un proceso de primarias con el senador en ejercicio Camilo Escalona para definir al candidato, cuestión que este último rechazó. Finalmente Escalona decidió no repostular por la circunscripción, dejando el camino libre a su candidatura.
Durante 2017, se desempeñó como presidente de la Comisión de Gobierno de Senado. Fue además elegido por unanimidad para presidir la comisión mixta formada de senadores y diputados para resolver las divergencias suscitadas durante la tramitación del proyecto de ley que regula la elección de gobernadores regionales.
Durante 2018 se desempeña además como jefe de bancada de los Senadores del Partido Socialista. Es además integrante de la Comisión de Régimen Interior, la Comisión Especial de Zonas Extremas, Gobierno, Descentralización y Regionalización, además de la Comisión de Salud.

#### Pensamiento político en 2018
Su pensamiento político al interior del partido socialista fue difundido en un documento a principios del año 2018, en el cual afirmó que  "creemos en el crecimiento económico y en la idea de alentar las potencialidades de las personas. Buscamos impulsar políticas de desarrollo basadas en la innovación y en el conocimiento, cuyo objetivo sea la diversificación de la matriz productiva. Confiamos en la inversión pública y en la asociación público-privada como instrumento de reactivación económica".

#### Posturas políticas en materia de Intereses Marítimos, Pesca y Acuicultura
Fue nombrado el año 2016 presidente de la Comisión de Intereses Marítimos, Pesca y Acuicultura, por unanimidad de sus miembros, manteniéndose en su calidad el año 2017 también. El año 2018, volvió a ser elegido presidente de dicha comisión en virtud de un nuevo acuerdo unánime. Como presidente de la comisión, ha mostrado su apoyo a las iniciativas que buscan restringir o eliminar la pesca de arrastre, apoyando a diversas organizaciones de pescadores artesanales.
En el mismo contexto, ha apoyado es la modificación de la ley de pesca. Desde el año 2015, ha asegurado que es necesario cambiar la legislación y en caso de no poder derogada, habría que proponer modificaciones profundas al texto, una revisión completa. Ese mismo año, en conjunto con otras senadoras, presentó un proyecto de rectificación de la ley de pesca, el cual contempla normas para regular o prohibir la pesca de arrastre. La tramitación de dicho proyecto se interrumpió el año 2017, pero se retomó con la segunda llegada del senador Quinteros a la presidencia de la Comisión de Pesca.
En la misma materia, pero tratándose del conflicto suscitado por la marea roja en Chiloé el año 2016, Quinteros primeramente solicitó antecedentes a la gobernación marítima sobre la descarga de salmones muertos en el mar y posteriormente en reuniones que tenían por objeto abordar posibles soluciones a la crisis, propuso una serie de medidas que apuntan a proteger las pymes de la Región de Los Lagos.
También ha abogado por una reformulación más estricta del registro pesquero artesanal. En materia de acuicultura, el año 2015 abogó por la necesidad de tener una discusión más inclusiva otros sectores productivos y sociales en la tramitación de la ley 20.434 que modifica la ley de pesca en materia de acuicultura.

#### Principales leyes de su autoría
Fue autor de la ley que instituye la elección de los intendentes mediante sufragio universal, ley que establece el día 19 de marzo como el día del maestro obrero constructor, ley que establece la cesación en el cargo parlamentario para quien sea condenado por haber financiado su campaña electoral con aportaciones obtenidas de manera ilegal o fraudulenta y ley que modifica el código orgánico de tribunales en materia de distribución de causas y asuntos de jurisdicción voluntaria.
 

En diciembre de 2014, durante la tramitación del proyecto de ley de reforma a la educación, señaló:
"El mercado no contribuye a la equidad de la educación. Muy por el contrario, junto con las utilidades para los administradores, genera inequidad, profundiza las brechas sociales y provoca frustración y resentimiento. (...) Queremos un sistema educacional que cumpla una función social; que ofrezca una formación de calidad al que tiene aptitudes y capacidades y también a aquel que no las tiene, de manera independiente al barrio en que viva y a sus condiciones económicas o al estatus social de sus familias."

#### Postura política ambiental y forestal
Tratándose de materia forestal, el senador en el año 2016 se opuso a la prórroga del decreto ley de subsidio forestal 701, llamando a no fomentar el cultivo de pinos y eucaliptos, concentrando los esfuerzos en reforestación con bosque nativo. Creado en dictadura militar por Pinochet, este subsidio traspasó US$875 millones en subsidios forestales para pinos y eucaliptos hasta el año 2014, beneficiando principalmente a las forestales de los grupos Angelini y Matte. El senador Quinteros, junto a otros de sus colegas, además de cinco ONGs y las fundaciones Pumalín, Terram y WWF Chile (World Wildlife Found), fundaron una “Coalición contra la prórroga del Decreto Ley 701″ en el año 2015 para oponerse a dicha medida, en el contexto en que se buscaba prorrogar hasta el año 2018 el subsidio. En dicha instancia, manifestó: “La necesidad de no seguir bonificando a las empresas que por más de treinta años han sido bonificadas y sobre todo, no bonificar al pino ni al eucaliptus, porque creo importante que haya un apoyo al bosque nativo de los pequeños propietarios”.
En materia de medio ambiente, ha respaldado la política de uso de leña del segundo gobierno de Michelle Bachelet, llamando a productores o pequeños empresarios a dedicarse al secado de la leña, a producir leña de mejor calidad y así evitar la contaminación.
El año 2014, en la discusión por el proyecto de ley que instaura el día nacional del medio ambiente, respaldó el proyecto de ley que crea el Servicio de Biodiversidad y Áreas Protegidas y el presentado por la senadora Isabel Allende, referido a la incorporación, en el Código Penal, de un párrafo que tipifica y sanciona los delitos contra el medio ambiente, así como la tramitación del proyecto que crea el derecho real de conservación, en la cual reiteró el rol público del Estado en materia de conservación: "que nada remplazará la acción del Estado, que tiene el deber principal de constituir y preservar las áreas silvestres protegidas y nuestro patrimonio histórico y cultural."

#### Otras causas políticas que ha respaldado
Se ha manifestado también a favor de la discutir seriamente la posibilidad de legalizar el autocultivo de cannabis en Chile.

Una de las causas que ha defendido como senador ha sido la ley de aborto en tres causales, en la cual ha abogado por garantizar la atención en hospitales públicos. En dicho debate intervino defendiendo especialmente la causal de violación: 
"Ahora bien, de acuerdo a datos de la Unidad de Delitos Sexuales de la Fiscalía Nacional, en Chile 17 personas son violadas cada día. Aproximadamente 74 por ciento de los casos afectan a menores de 18 años. Y, de esa cantidad, se estima que 10 por ciento de las víctimas quedan embarazadas. Es decir, cada año más de 400 menores se ven enfrentadas a la posibilidad de abortar producto de una violación. En la mayoría de los casos el autor de la agresión es un familiar o una persona de su círculo cercano. (...) Ya demasiado daño han recibido y demasiado dolor han debido soportar. Ya el Estado les ha dado la espalda. Ya han sufrido la humillación de una vejación que seguramente marcará su vida. ¿Qué le ofrecemos actualmente a esa mujer o a esa menor de edad que no desea perseverar en su embarazo? Primero, debe sacrificarse y, bajo amenaza de cárcel, se la fuerza a proseguir la gestación. Si decide abortar clandestinamente, dependiendo de sus recursos, se expone a todos los riesgos de una prestación insegura. Para el caso de que no quiera mantener el cuidado del futuro hijo, el Estado le ofrece ingresarlo al sistema de adopción del SENAME, que -bien sabemos- está bastante cuestionado. En cuanto a la justicia, solo una parte de esas mujeres verá que se castiga al violador, quien en la mayoría de los casos no solo permanecerá impune, sino que además, muy probablemente, seguirá viviendo cerca de la víctima o en su entorno inmediato. Está de más decirlo, pero la mayoría de las mujeres que sufren violación pertenecen al sector de mayor vulnerabilidad. Aquello es lo que como sociedad les ofrecemos a esas mujeres. Este proyecto, en cambio, propone un camino distinto, no exento de dolor, por cierto, pero más humano. Esto es justicia; es lo mínimo que podemos ofrecerles a las víctimas: es un trato humano frente a una situación inhumana. Mantener el estado de cosas actual significa perpetuar la injusticia. ¡Yo al menos no seré cómplice de semejante inequidad!" 

## Controversias

### Sospecha de contagio con coronavirus
El 15 de mayo de 2020 su equipo de comunicaciones confirmó que había dado positivo en el test de COVID-19, por lo que se había transformado en el primer parlamentario chileno afectado con la pandemia del coronavirus. Una vez dado a conocer su eventual contagio se supo que viajó en avión desde Puerto Montt a Santiago antes de tener los resultados de su examen, sin realizar el aislamiento preventivo destinado a las personas sospechosas. El senador afirmó que la enfermera que le practicó el test lo había autorizado para viajar, lo que fue rechazado por el Colegio de Enfermeras de Chile. La Fiscalía Metropolitana Occidente abrió una investigación de oficio en contra de Quinteros por una posible infracción al artículo 318 del Código Penal por acciones de peligro a la salud pública.
El 20 de mayo su abogado informó que había dado negativo en un segundo examen de PCR y a un test de anticuerpos. El 25 de mayo el ministro de Salud, Jaime Mañalich, señaló que la primera prueba a la que se sometió el senador fue revisada posteriormente y había dado negativo, lo que descartó un eventual contagio. Luego de la confirmación de su «falso positivo», el legislador expresó su tranquilidad y lamentó haber tomado un vuelo en avión mientras esperaba los resultados de sus exámenes.

## Historial electoral

### Elecciones parlamentarias de 1989
- Elecciones parlamentarias de 1989 a Diputado por el distrito 55 (Osorno, San Juan de la Costa y San Pablo) [64]

| Candidato                   | Pacto                          | Partido | Votos  | %     | Resultado |
| --------------------------- | ------------------------------ | ------- | ------ | ----- | --------- |
| Sergio Ojeda Uribe          | Concertación por la Democracia | PDC     | 30 536 | 38,95 | Diputado  |
| Marina Prochelle Aguilar    | Democracia y Progreso          | RN      | 21 134 | 26,96 | Diputada  |
| Alejandro Kauak Garabit     | Democracia y Progreso          | ILB     | 7676   | 9,79  |           |
| Rubén Zapata Bravo          | Unidad para la Democracia      | PAIS    | 7273   | 9,28  |           |
| Rabindranath Quinteros Lara | Unidad para la Democracia      | ILG     | 11 782 | 15,03 |           |

### Elecciones municipales de 2000
- Elecciones municipales de 2000, para la alcaldía y concejo municipal de Puerto Montt[65]

| Candidato                    | Pacto                                      | Partido | Votos  | %     | Resultado |
| ---------------------------- | ------------------------------------------ | ------- | ------ | ----- | --------- |
| Rabindranath Quinteros Lara  | Concertación de Partidos por la Democracia | PS      | 23 128 | 39,15 | Alcalde   |
| Juan Sandoval Paredes        | Alianza por Chile                          | ILC     | 9576   | 16,21 | Concejal  |
| María Cristina Maeztu Vidal  | Concertación de Partidos por la Democracia | PPD     | 6917   | 11,71 | Concejal  |
| Raúl Blanco Watson           | Concertación de Partidos por la Democracia | PS      | 6047   | 10,24 | Concejal  |
| José Segura Díaz             | Alianza por Chile                          | RN      | 2869   | 4,86  | Concejal  |
| Mario Meersohn Skudin        | Alianza por Chile                          | UDI     | 2120   | 3,59  |           |
| Marianela Añazco Carrillo    | Alianza por Chile                          | RN      | 1863   | 3,15  |           |
| Inés Jiménez Borquez         | Concertación de Partidos por la Democracia | PDC     | 1384   | 2,34  | Concejal  |
| Osvaldo Wistuba Vivar        | Concertación de Partidos por la Democracia | PDC     | 1156   | 1,96  | Concejal  |
| Héctor Ojeda Subiabre        | Concertación de Partidos por la Democracia | PRSD    | 866    | 1,47  |           |
| Elizabeth Salas Kemp         | Alianza por Chile                          | UDI     | 779    | 1,32  |           |
| Orlando Aravena Vega         | Centro Centro                              | ILD     | 558    | 0,94  |           |
| Fernando Conejeros Inostroza | Alianza por Chile                          | RN      | 530    | 0,90  |           |
| Fernando Olavarría Uribe     | La Izquierda                               | ILB     | 464    | 0,79  |           |
| Leopoldo Pineda Herrera      | Concertación de Partidos por la Democracia | PPD     | 372    | 0,63  | Concejal  |
| Enrique Bustamante Santana   | La Izquierda                               | ILB     | 274    | 0,46  |           |
| Adrián Mansilla Añazco       | Centro Centro                              | ILD     | 165    | 0,28  |           |

### Elecciones municipales de 2004
- Elecciones municipales de 2004, para la alcaldía de Puerto Montt[66]

| Candidato                   | Pacto                          | Partido | Votos  | %     | Resultado |
| --------------------------- | ------------------------------ | ------- | ------ | ----- | --------- |
| Rabindranath Quinteros Lara | Concertación por la Democracia | PS      | 39 748 | 69,11 | Alcalde   |
| Eduardo Becker Marshall     | Alianza                        | RN      | 14 898 | 25,90 |           |
| Guido Ojeda Bertin          | Juntos Podemos                 | PCCh    | 2872   | 4,99  |           |

### Elecciones municipales de 2008
- Elecciones municipales de 2008, para la alcaldía de Puerto Montt[67]

| Candidato                   | Pacto                    | Partido | Votos  | %     | Resultado |
| --------------------------- | ------------------------ | ------- | ------ | ----- | --------- |
| Rabindranath Quinteros Lara | Concertación Democrática | PS      | 38 724 | 63,51 | Alcalde   |
| Alfonso Bernales Balbontín  | Alianza                  | ILE     | 18 138 | 29,75 |           |
| Jaime Barria Casanova       | Juntos Podemos Más       | PH      | 4110   | 6,74  |           |

### Elecciones parlamentarias de 2013
- Elecciones parlamentarias de 2013 a senador por la Circunscripción Senatorial 17 (Región de Los Lagos)[68]

| Candidato                   | Pacto         | Partido | Votos   | %     | Resultado |
| --------------------------- | ------------- | ------- | ------- | ----- | --------- |
| Rabindranath Quinteros Lara | Nueva Mayoría | PS      | 134 635 | 47,45 | Senador   |
| Iván Moreira Barros         | Alianza       | UDI     | 54 237  | 19,11 | Senador   |
| Gabriel Ascencio Mansilla   | Nueva Mayoría | PDC     | 52 454  | 18,48 |           |
| Carlos Kuschel Silva        | Alianza       | RN      | 42 382  | 14,93 |           |

### Elecciones parlamentarias de 2021
- Elecciones parlamentarias de 2021 para senador por la 13° Circunscripción, Región de Los Lagos.[69]

| Candidato                   | Pacto                    | Partido | Votos  | %     | Resultado |
| --------------------------- | ------------------------ | ------- | ------ | ----- | --------- |
| Fidel Espinoza Sandoval     | Nuevo Pacto Social       | PS      | 53 689 | 18.13 | Senador   |
| Rabindranath Quinteros Lara | Nuevo Pacto Social       | PS      | 32 428 | 10.95 |           |
| Iván Moreira Barros         | Chile Podemos Más        | UDI     | 31 335 | 10.58 | Senador   |
| Carlos Kuschel Silva        | Chile Podemos Más        | RN      | 28 777 | 9.72  | Senador   |
| Alejandro Santana Tirachini | Chile Podemos Más        | RN      | 24 963 | 8.43  |           |
| Javier Hernández Hernández  | Chile Podemos Más        | UDI     | 22 861 | 7.72  |           |
| Mauricio Martínez Hurtado   | Partido Ecologista Verde | PEV     | 16 586 | 5.60  |           |
| Orietta Llauca Huala        | Apruebo Dignidad         | IND-COM | 13 340 | 4.51  |           |